# Коловорот

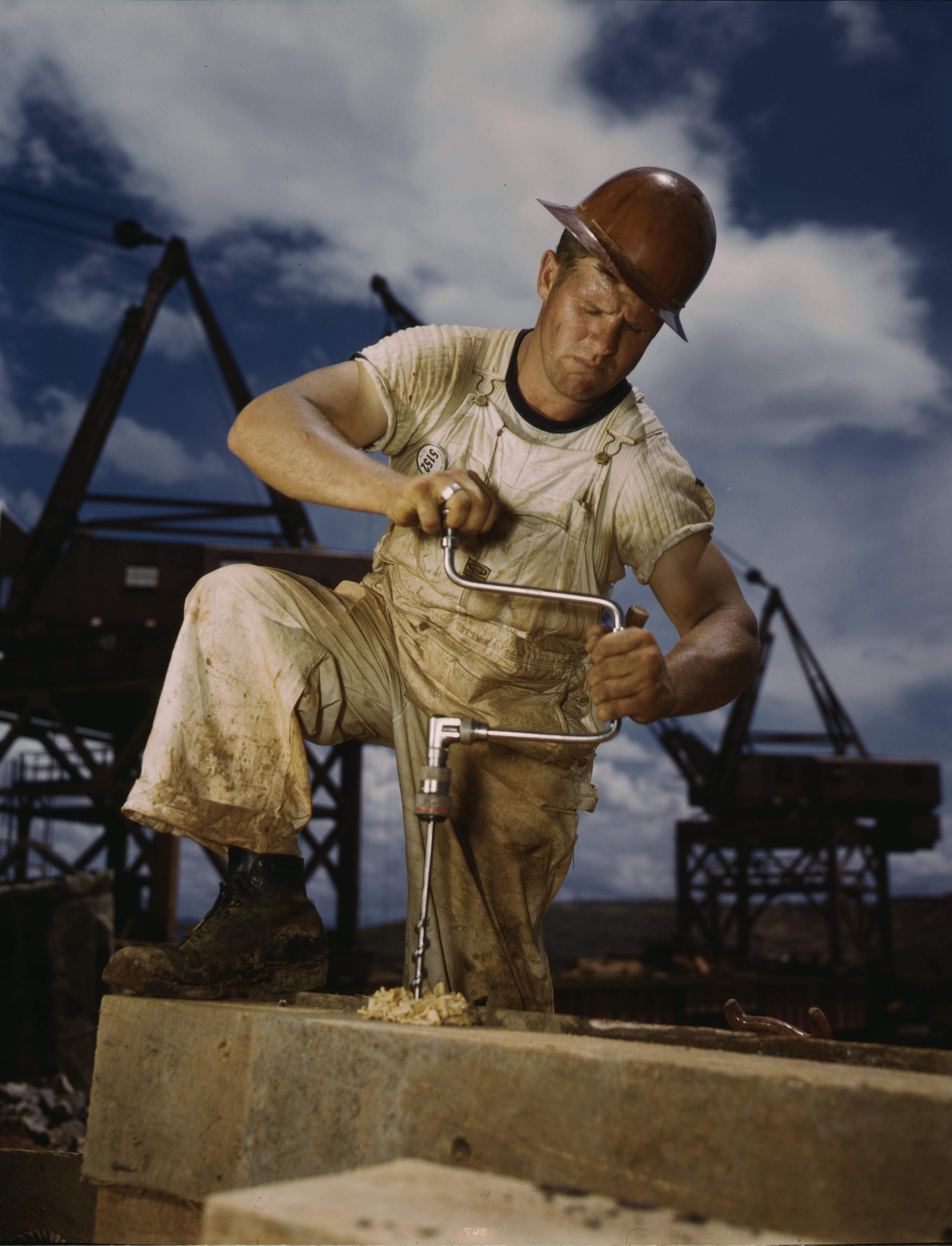
Американский рабочий сверлит отверстие коловоротом. 1942 г.

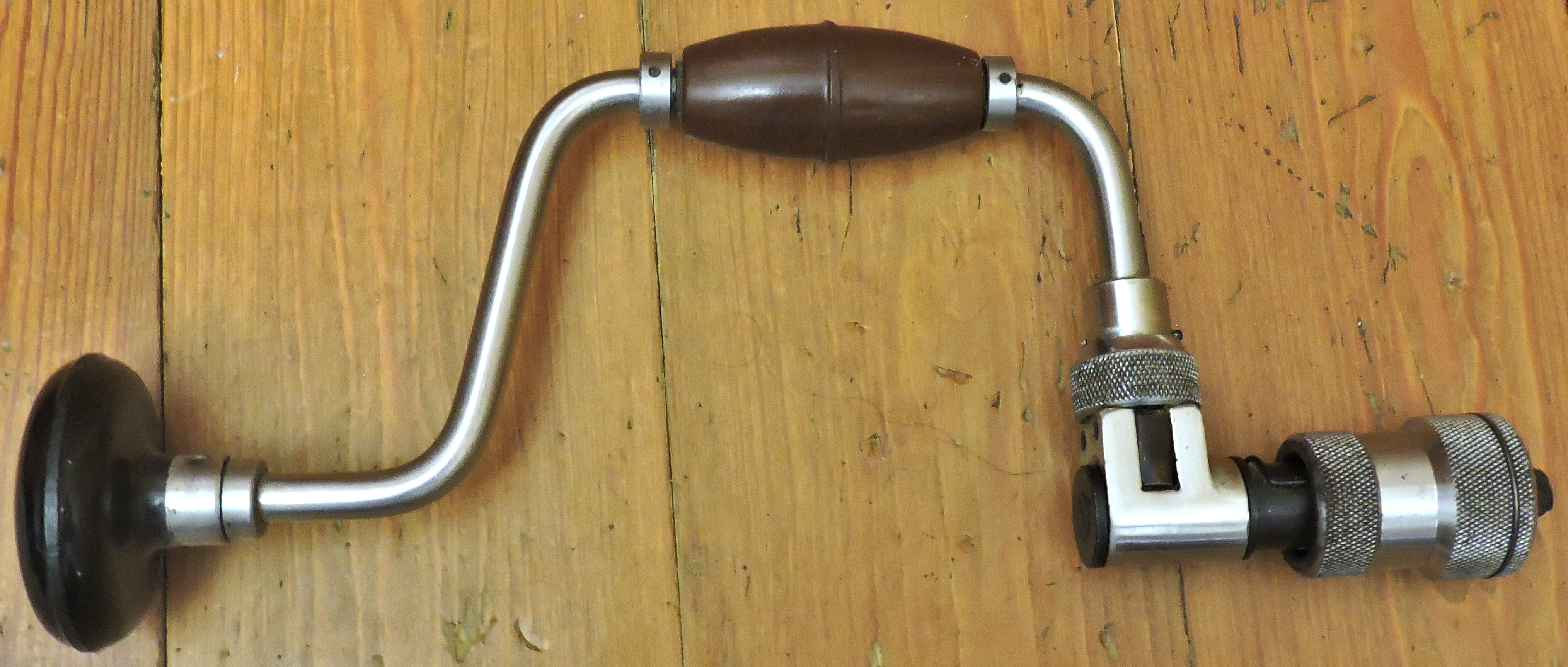
Реверсивный коловорот

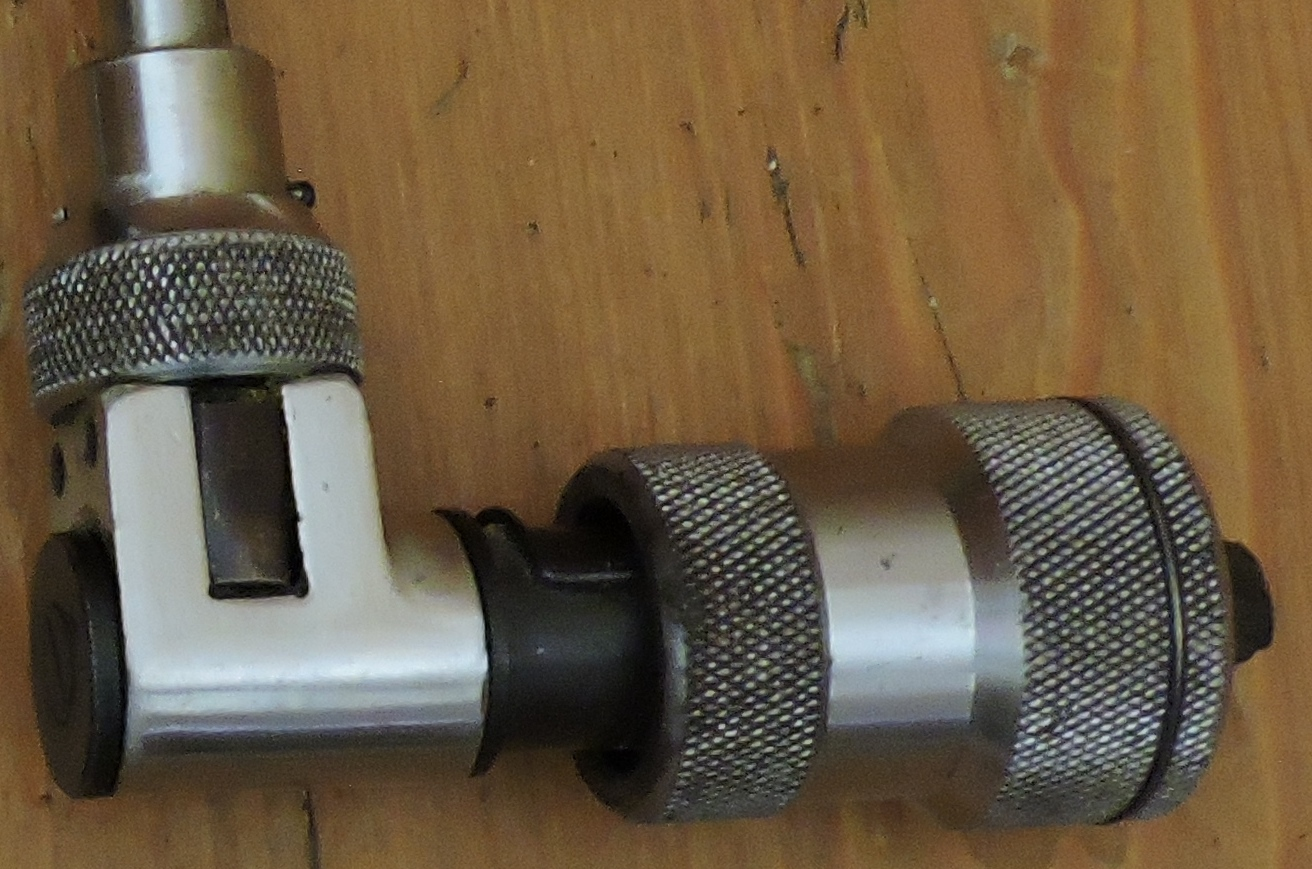
Реверсивная головка коловорота. Слева — головка смены режима работы храпового механизма

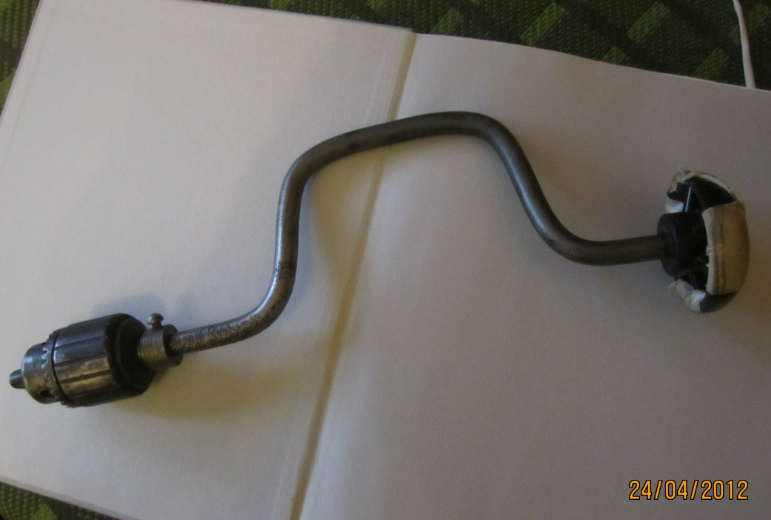
Коловорот с зубчатым патроном

Коловоро́т (бур) — ручной инструмент для сверления отверстий в дереве и других мягких материалах, с ручкой в виде скобы (колена) и патроном для зажима бурав, свёрл, пёрок и других орудий, требующих для действия вращения вокруг оси и давления вдоль неё.
В других источниках указано что Коловорот, Ко́ловерт (Провертный коловорот) — коленчатая рукоятка с перкою, для сверленья, инструмент для вращения сверл, пёрок и других орудий, требующих для своего действия одновременного вращения около оси и давления вдоль этой оси. В средней части коловорота — свободно вращающаяся ручка. На верхнем конце установлен «гриб» — свободно вращающийся наконечник грибовидной формы для передачи давления от руки. На нижнем — колодка с внутренней полостью квадратного или прямоугольного сечения или патрон, в которых крепятся пёрка или сверло.
Сверление производится вращением ручки при одновременном нажатии на гриб коловорота.

## Другие применения
- Для заворачивания или отворачивания шурупов, винтов, гаек и тому подобное. В этом случае в патроне коловорота крепится соответствующая насадка (для шурупов и винтов — бита, для гаек — сменная головка). Для этой цели лучше всего подходит реверсивный коловорот. В него интегрирован храповой механизм, управляемый головкой, которую для смены режима работы нужно повернуть на 180°.
- Коловорот к сменным головкам[7].
- Коловорот с зубчатым патроном.
- Нейрохирургический медицинский инструмент, позволяет сверлить отверстия в черепе для дальнейшей трепанации.[8]